# Султангулово (Самарская область)
Султа́нгулово (чув. Султанкӑл) — село в Похвистневском районе Самарской области в составе сельского поселения Рысайкино.

## География
Находится на расстоянии примерно 17 километров по прямой на север-северо-восток от районного центра города Похвистнево.

## История
Село было основано по местным преданиям в 1731 году. Упоминается с 1755 года по факту покупки земли сельчанами у местного землевладельца. В 1900 году в селе был 240 дворов и 849 жителей. В советское время работали были такие колхозы: «Красная звезда», им. Орджоникидзе, «Чуваш», «Путь к коммунизму», «Мир», «Заря», «50 лет Октября». 

## Население
Постоянное население составляло 582 человека (чуваши 88%) в 2002 году, 556 в 2010 году.